# Samsung Galaxy S4 zoom
Samsung Galaxy S4 Zoom (SM-C101) — компактная камера выпущенная фирмой Samsung на базе операционной системы Android 4.2 с надстройкой TouchWiz от Samsung. Это цифровой фотоаппарат с 10-кратным оптическим зумом, оснащенный модулем оптической стабилизации изображений OIS. Матрица BSI CMOS 1/2,3 дюйма. Количество эффективных пикселей около 16,3 млн, максимальное разрешение снимков 4608×3456 (около 15,9 млн пикселей). Фокусное расстояние объектива 4,3—43 мм, диафрагма от f/3,1 до f/6,3, диапазон ISO от 100 до 3200. Снимает видео с разрешением 1920×1080 (Full HD) при 30 кадрах в секунду. Максимальная частота кадров при видеосъёмке — 120 (замедленная съёмка с разрешением 768×512).
Камера оснащена модулями Bluetooth (4.0 LE), Wi-Fi (802.11 a/b/g/n) и 3G, что даёт возможность полноценной работы в сети Интернет, есть поддержка SMS, возможны голосовые звонки через сотовую сеть. Камера имеет 4,3-дюймовый сенсорный LCD-дисплей разрешением 540×960 пикселей (технология Super AMOLED). В данной камере есть встроенный накопитель на 8 ГБ. Память может быть расширена картами micro-SD/SDHC/SDXC (ёмкостью до 64 ГБ). Объём оперативной памяти составляет 1,5 ГБ, после загрузки свободно около 750 МБ. Устройство оснащено двухъядерным процессором Exynos 4212 с максимальной тактовой частотой 1,5 ГГц (архитектура ARM v7) и графическим сопроцессором Mali-400. Камера питается от собственного литий-ионного аккумулятора, ёмкостью 2330 мА·ч.
Устройство оснащено microUSB-портом с поддержкой стандартов USB 2.0 и MHL. Поддерживаются технологии NFC и S Beam (функция Mobile Payment недоступна). Имеется встроенный ИК-порт для управления бытовыми приборами, устройство автоматически настраивается под конкретную модель техники.
Galaxy S4 zoom — гибридное устройство, обладающее также всеми составляющими мобильного телефона, в частности оно схоже с Samsung Galaxy S4 mini, от которого ему достались управляющие элементы (кнопки под экраном и на боковой грани) и фронтальная камера (1,9 млн пикселей).